# 遠藤竜也
遠藤 竜也（えんどう たつや、1972年2月9日 - ）は、ニッポン放送CP局報道スポーツコンテンツセンターのディレクター、報道部記者。

## 来歴
大阪府生まれ。その後、4歳の時に大分県別府市石垣に転居し、高校卒業時迄過ごす。1988年3月、別府市立鶴見台中学校、1991年3月、大分県立別府鶴見丘高等学校、1995年3月、明治大学政治経済学部経済学科卒業。学生時代のゼミは、基礎マスコミ研究室に所属していた。
台風の中継を見てマスコミで働くことを決意し、就職活動では地元である大分県所在テレビ局のアナウンサー職試験も合格していたが、東京で働くことに拘って就職活動を行った結果、宝くじばりの倍率で内定を得て、同年4月、ニッポン放送へ入社。
7月付人事の本配属にて、営業局営業部に配属される。1998年4月人事にて、編成局報道部に異動。国会記者クラブのキャップとしてあらゆる政治家の取材を行っており、地震レポーターも担当していた。
2004年5月22日、当時：内閣総理大臣であった小泉純一郎の2度目の北朝鮮来訪の際の同行取材を行った。同年8月に開催された、アテネオリンピックでは、スポーツ部アナウンサーである煙山光紀とともに、パーソナリティを務めた。
プライベートでは、同年秋、6歳年下の女性と結婚。先輩である松本秀夫が披露宴の司会を務め、共演者であった森永卓郎がスピーチを行った。
2006年4月人事にて、制作部に異動。ディレクターとしてオールナイトニッポン等を担当し、制作部担当副部長を務める。
2016年7月人事にて報道部に復帰し、役職が副部長となる。報道番組のプロデューサー、ディレクター業の傍ら、ニュースデスクとして番組にも出演している。

## 人物
- 仮面ライダーのファン[6]。初代ライダー役の藤岡弘とエレベーターで一緒になったことを「入社以来一番嬉しかったこと」と言っており、『ザ・ボイス』の聴取率週間の番組宣伝では特撮のBGMを使用していた時期があった。
- 大学を卒業してからも出身サークルに指導を行っていた時期があり、母校の学生から「エンタツさん」と呼ばれていたため、共演者である塚越孝からもこの呼称で呼ばれていた[7]。
- 梶山静六に突っ込んだ取材をしたため、本人に胸倉をつかまれたことがある。
- 『テリー伊藤のってけラジオ』のディレクターを担当していた際、報道部で政界担当だった経験を活かして、自身の番組に元内閣総理大臣であった中曽根康弘と当時：東京都知事であった石原慎太郎をゲストにブッキングして「対談企画」を実現させたことがある[8]。
- ディレクター業務以降、10kg以上体重ダウンした。
- 自身の定時ニュース担当時は、最後に読むニュースに駄洒落を織り込んで〆ることが多い。

## 出演番組
ニュースリーダーとして

### 現在
- 高田文夫のラジオビバリー昼ズ（月曜）
- ザ・ラジオショー（月、火曜） - 2020年9月7日 -
- 辛坊治郎ズーム そこまで言うか!（月、火曜） - 2020年7月6日 -
- インターネットラジオ・ニッポン放送報道記者レポートパーソナリティー

### 過去
- 森永卓郎 朝はニッポン一番ノリ! - 2005年 - 2006年
- 塚越孝のおはよう有楽町 - 2005年 - 2006年
- うえやなぎまさひこのサプライズ!※火曜、- 2002年 - 2007年
- テリーとうえちゃんのってけラジオ - 1998年 - 2002年
- テリー伊藤のってけラジオ - 2006年 - 2008年
- ザ・ボイス そこまで言うか! - 2016年12月15日（日露首脳会談・山口県長門市の取材報告）
- 専門家が緊急提言!2021年新型コロナウイルスに克つ!（進行） - 2021年1月2日
- コロナ最前線～医療従事者へ感謝をこめて～（パーソナリティ） - 2021年5月3日
- 以下定時ニュースのニュースデスク（ニュースリーダー）
  - 松本ひでおのショウアップナイターストライク! - 2005年 - 2006年
  - 高嶋ひでたけの特ダネラジオ 夕焼けホットライン - 2007年 - 2010年
  - 垣花正 あなたとハッピー!※ニュースリーダー - 火曜日10時台（報道部のシフトによって、他曜日の出演の場合有） - 2017年3月 -
  - 草野満代 夕暮れWONDER4（水、木曜） - 2019年10月3日 - 2020年4月29日
  - 大橋未歩 金曜ブラボー - 2019年10月4日 - 2020年6月5日
  - 有楽町930ステーション（金曜版） - 2020年3月27日 - 2020年6月5日
  - DAYS（月曜） - 2020年7月6日 - 8月31日

## 制作番組

### 現在
- 飯田浩司のOK! Cozy up!※プロデューサー[9] - 2018年4月2日 -

### 過去

#### テレビ
- その「おこだわり」、俺にもくれよ!!（テレビ東京）- 2016年5月28日[10]

#### ラジオ
- ザ・ボイス そこまで言うか!※曜日担当ディレクター - 2012年11月 -
- 高嶋ひでたけのあさラジ!※火曜チーフディレクター[11] - 2010年6月28日 - 2015年9月30日、2016年10月 - 2018年3月30日
- 笑福亭鶴瓶 日曜日のそれ※アシスタントディレクター - 2006年4月 -
- 土屋礼央 レオなるど※ディレクター - 2016年3月28日 - 2016年6月30日
- 八嶋智人 今夜もオトパラ!※ディレクター - 2015年9月28日 - 2016年3月24日
- ラジオで安心 みんなの防災2016※ディレクター - 2016年9月3日
- 徳光和夫 とくモリ!歌謡サタデー※ディレクター
- ポルノグラフィティ岡野昭仁のオールナイトニッポン※ディレクター
- アンダーグラフのオールナイトニッポンGOLD - 2014年10月3日
- アンダーグラフのオールナイトニッポン※ディレクター - 2006年4月8日 - 2007年3月31日